# Порожек

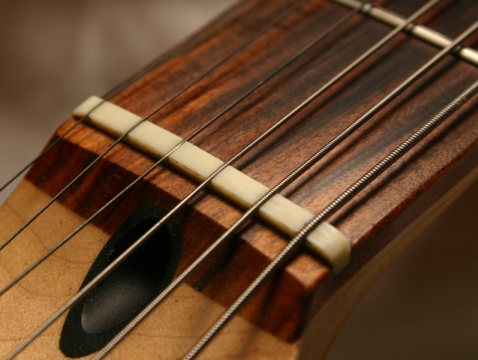
Верхний порожек гитары

Поро́жек — деталь струнных инструментов (смычковых и некоторых щипковых), ограничивающая звучащую часть струны и поднимающая струну над грифом на требуемую высоту.
Порожки обычно изготавливаются из чёрного дерева, встречаются также порожки из кости у щипковых и некоторых старинных струнных инструментов, у инструментов массового производства верхний порожек пластмассовый. Для предотвращения смещения струн в порожке имеются желобки, соответствующие толщине струн.
Верхний порожек крепится к верхнему концу грифа у головки инструмента. У дешёвых инструментов с пластмассовым грифом верхний порожек является его единой частью. Нижний порожек вместе с подставкой служит опорой для петли подгрифка.
Чем выше установлен порожек, тем выше поднимаются струны над грифом, в результате требуется большее усилие для прижатия струн; к тому же струна, подвергаясь излишнему дополнительному натяжению, может давать не «чистый» тон. Установка порожка чрезмерно низко вызывает дребезжание струн о лады или о гриф в безладовых инструментах.